# Poker en 2012
Cet article résume les événements liés au monde du poker en 2012.

## Tournois majeurs

### World Series of Poker 2012
Greg Merson remporte le Main Event.

### World Series of Poker Europe 2012
Phil Hellmuth remporte le Main Event.

### World Poker Tour Saison 10
| Étape                                    | Vainqueur          |
| ---------------------------------------- | ------------------ |
| Irlande                                  | David Shallow      |
| Venice Grand Prix                        | Rinat Bogdanov     |
| Seminole Hard Rock Lucky Hearts Showdown | Matt Juttelstad    |
| L.A. Poker Classic                       | Sean Jazayeri      |
| Bay 101 Shooting Star                    | Moon Kim           |
| Vienne                                   | Morten Christensen |
| Seminole Hard Rock Showdown              | Tommy Vedes        |
| Jacksonville BestBet Open                | Shawn Cunix        |
| WPT Championship                         | Marvin Rettenmaier |

### World Poker Tour Saison 11
| Étape                                    | Vainqueur          |
| ---------------------------------------- | ------------------ |
| Merit Cyprus Classic                     | Marvin Rettenmaier |
| Parx Open Poker Classic                  | Anthony Gregg      |
| Legends of Poker                         | Josh Hale          |
| Grand Prix de Paris                      | Matt Salsberg      |
| Malte                                    | Yorane Kerignard   |
| Borgata Poker Open                       | Ben Hamnett        |
| Emperors Palace Poker Classic            | Dominik Nitsche    |
| bestbet Jacksonville Fall Poker Scramble | Noah Schwartz      |
| Copenhague                               | Emil Olsson        |
| Montréal                                 | Jonathan Roy       |
| Mazagan                                  | Giacomo Fundaro    |
| Prague                                   | Marcin Wydrowski   |
| Five Diamond World Poker Classic         | Ravi Raghavan      |

### European Poker Tour Saison 8
| Étape       | Vainqueur        |
| ----------- | ---------------- |
| PCA         | John Dibella     |
| Deauville   | Vadzim Kursevich |
| Copenhague  | Mickey Petersen  |
| Madrid      | Frederik Jensen  |
| Campione    | Jannick Wrang    |
| Berlin      | Davidi Kitai     |
| Monte-Carlo | Mohsin Charania  |

### European Poker Tour Saison 9
| Étape     | Vainqueur     |
| --------- | ------------- |
| Barcelone | Mikalai Pobal |
| San Remo  | Ludovic Lacay |
| Prague    | Ramzi Jelassi |

### Asia Pacific Poker Tour Saison 5
| Étape | Vainqueur  |
| ----- | ---------- |
| Séoul | Andrew Kim |
| Cebu  | Hoang Do   |

### Asia Pacific Poker Tour Saison 6
| Étape               | Vainqueur    |
| ------------------- | ------------ |
| Queenstown Snowfest | David Allan  |
| Melbourne           | Samad Razavi |
| Macao               | Xing Zhou    |

### Latin American Poker Tour Saison 4
| Étape                 | Vainqueur       |
| --------------------- | --------------- |
| São Paulo Grand Final | Daniele Nestola |

### Latin American Poker Tour Saison 5
| Étape            | Vainqueur                |
| ---------------- | ------------------------ |
| Viña del Mar     | Aliro Gajarro            |
| Punta del Este   | Marcelo Ramos da Fonseca |
| Medellín         | Robbie Renehan           |
| Panama           | Leo Fernández            |
| Lima Grand Final | Jordan Scott             |

### France Poker Series Saison 2
| Étape             | Vainqueur          |
| ----------------- | ------------------ |
| Deauville         | Ludovic Sultan     |
| Snowfest Évian    | Veronika Pavlikova |
| Amnéville         | Ben Dobson         |
| Gujan-Mestras     | Florian Desgouttes |
| Sunfest Mazagan 2 | Karim El Rharbaoui |
| Paris             | Mateusz Rypulak    |

### UK and Ireland Poker Tour Saison 3
| Étape      | Vainqueur        |
| ---------- | ---------------- |
| Galway     | Emmett Mullin    |
| Nottingham | Robert Baguley   |
| Dublin     | Richard Evans    |
| Newcastle  | Chris Ferguson   |
| Bristol    | Wojtek Barzantny |

### Estrellas Poker Tour Saison 3
| Étape           | Vainqueur                 |
| --------------- | ------------------------- |
| Madrid          | Juan Pérez                |
| Valence         | Miguel Bermudez           |
| Ibiza           | Pablo Martínez Del Marmol |
| Saint-Sébastien | Borja Urteaga             |
| Barcelone       | Lorenzo Sabato            |

### Italian Poker Tour Saison 3
| Étape         | Vainqueur         |
| ------------- | ----------------- |
| San Remo 2    | Oleksii Kovalchuk |
| Nova Gorica 2 | Anton Karasinsky  |
| San Remo 3    | Davide Biscardi   |

### Italian Poker Tour Saison 4
| Étape       | Vainqueur         |
| ----------- | ----------------- |
| Campione    | Antonino Venneri  |
| San Remo    | Alexander Meoni   |
| Campione 2  | Manlio Iemina     |
| Nova Gorica | Riccardo d'Antoni |

### Eureka Poker Tour Saison 2
| Étape  | Vainqueur          |
| ------ | ------------------ |
| Zagreb | Alija Filipovic    |
| Varna  | Petar Zografov     |
| Riga   | Lauri Merikallio   |
| Prague | Menikos Panayiotou |

### Australia New Zealand Poker Tour Saison 4
| Étape      | Vainqueur       |
| ---------- | --------------- |
| Sydney     | Gordon Huntly   |
| Perth      | Mathew Carlsson |
| Queenstown | David Allan     |
| Melbourne  | Samad Razavi    |

### Australia New Zealand Poker Tour Saison 5
| Étape     | Vainqueur   |
| --------- | ----------- |
| Melbourne | Paul Hockin |
| Auckland  | Geoff Smith |

### Crown Australian Poker Championships 2012
Oliver Speidel remporte le Main Event, Dan Smith le High Roller et Phil Ivey le Super High Roller.

### Partouche Poker Tour 2012
Il s'agit de la dernière édition.
Ole Schemion remporte le Main Event.

## Poker Hall of Fame
Eric Drache et Brian "Sailor" Roberts sont intronisés.

## Décès
- 29 avril : Amarillo Slim (né le 31 décembre 1928)